# Llista de bisbes de Tortosa
Aquesta llista de bisbes de Tortosa representa una recopilació dels titulars del Bisbat de Tortosa dels quals hi ha constància, ordenats de més antic a més recent.
| Numeració | Nom                                            | Període      | Comentaris                                                                                  |
| --------- | ---------------------------------------------- | ------------ | ------------------------------------------------------------------------------------------- |
| 1         | Sant Ruf de Tortosa                            | 64 - 90?     |                                                                                             |
| 2         | Macià                                          | s. II        |                                                                                             |
| 3         | Quart                                          | c. 156       |                                                                                             |
| 4         | Eustorqui                                      | s.III        |                                                                                             |
| 5         | Exuperanci                                     | ? - 369      |                                                                                             |
| 6         | Heròdot                                        | s. IV        |                                                                                             |
| 7         | Liriós                                         | 364 - 399    |                                                                                             |
| 8         | Heros                                          | c. 400       |                                                                                             |
| 9         | Ervici                                         | s. VI        |                                                                                             |
| 10        | Ursus                                          | 516 - 525    | Participa en el concili de Tarragona de la tardor de l'any 516.                             |
| 11        | Asellus                                        | 525 - 546    |                                                                                             |
| 12        | Maurili                                        | 546 - 580    |                                                                                             |
| 13        | Julià                                          | 580 - 589    |                                                                                             |
| 14        | Froïscle                                       | 589 - 599    |                                                                                             |
| 15        | Rufí                                           | 614 - 633    |                                                                                             |
| 16        | Joan                                           | 633 - 638    |                                                                                             |
| 17        | Afril·la                                       | 653 - 683    |                                                                                             |
| 18        | Cecili                                         | 683 - 688/90 |                                                                                             |
| 19        | Inviolat                                       | 693 - 715    |                                                                                             |
|           | Invasió musulmana. Període sense bisbat        |              |                                                                                             |
| 20        | Patern                                         | 1058         |                                                                                             |
| 21        | Berenguer                                      | s. XI        |                                                                                             |
| 22        | Jofre                                          | 1151-1165    | Abat de Sant Ruf consagrat a Tarragona el 9 d'agost de 1151                                 |
| 23        | Ponç de Monells                                | 1165-1193    |                                                                                             |
| 24        | Gombau de Santa Oliva                          | 1194-1212    |                                                                                             |
| 25        | Ponç de Torrella                               | 1212-1254    |                                                                                             |
| 26        | Bernat d'Olivella                              | 1254-1272    |                                                                                             |
| 27        | Arnau de Jardí                                 | 1272-1306    |                                                                                             |
| 28        | Dalmau de Montoliu                             | 1306         |                                                                                             |
| 29        | Pere de Batet                                  | 1307-1310    |                                                                                             |
| 30        | Francesc de Paulhac                            | 1310-1316    |                                                                                             |
| 31        | Berenguer Desprats                             | 1316-1340    |                                                                                             |
| 32        | Guillem de Sentmenat                           | 1340         |                                                                                             |
| 33        | Arnau de Lordat                                | 1341-1346    |                                                                                             |
| 34        | Bernat Oliver                                  | 1346-1348    | Procedent de Barcelona                                                                      |
| 35        | Jaume Sitjó i Carbonell                        | 1348-1351    |                                                                                             |
| 36        | Esteve Malet                                   | 1351-1356    |                                                                                             |
| 37        | Joan Fabra                                     | 1357-1362    |                                                                                             |
| 38        | Jaume de Prades i de Foix                      | 1362-1369    |                                                                                             |
| 39        | Guillem de Torrelles i Marquet                 | 1369-1379    |                                                                                             |
| 40        | Hug de Llupià-Bages                            | 1387-1398    |                                                                                             |
| 41        | Pedro de Luna y Albornoz (administrador)       | 1399-1403    |                                                                                             |
| 42        | Lluís de Prades i d'Arenós                     | 1404         |                                                                                             |
| 43        | Francesc Climent Sapera                        | 1407-1410    |                                                                                             |
| 44        | Pedro de Luna y Cabeza de Vaca (administrador) | 1410-1414    |                                                                                             |
| 45        | Ot de Montcada i de Luna                       | 1415-1473    |                                                                                             |
| 46        | Alfons d'Aragó (bisbe)                         | 1475-1513    |                                                                                             |
| 47        | Lluís Mercader                                 | 1514-1516    |                                                                                             |
| 48        | Adrian Floriszoon                              | 1516-1522    | Fou, més tard elevat a papa amb el nom d'Adrià VI                                           |
| 49        | Willem van Enckenvoirt                         | 1523-1534    |                                                                                             |
| 50        | Antonio de Calcena                             | 1537-1539    |                                                                                             |
| 51        | Jeroni de Requesens i Roís de Liori            | 1542-1548    |                                                                                             |
| 52        | Ferran de Lloaces i Peres                      | 1553-1560    |                                                                                             |
| 53        | Martín de Córdoba y Mendoza                    | 1560-1574    |                                                                                             |
| 54        | Juan Izquierdo                                 | 1574-1585    |                                                                                             |
| 55        | Joan Terès i Borrull                           | 1586-1587    |                                                                                             |
| 56        | Joan Baptista Cardona                          | 1587-1589    |                                                                                             |
| 57        | Gaspar Punter i Barreda                        | 1590-1600    |                                                                                             |
| 58        | Pedro Manrique                                 | 1601-1611    |                                                                                             |
| 59        | Isidoro Aliaga                                 | 1611-1612    |                                                                                             |
| 60        | Alfonso Márquez de Prado                       | 1612-1616    |                                                                                             |
| 61        | Lluís de Tena                                  | 1616-1622    |                                                                                             |
| 62        | Agostino Spinola Basadone                      | 1623-1626    |                                                                                             |
| 63        | Justino Antolínez de Burgos y de Saavedra      | 1628-1637    |                                                                                             |
| 64        | Giovanni Battista Veschi                       | 1641-1655    |                                                                                             |
| 65        | Gregorio Parcero                               | 1656-1663    |                                                                                             |
| 66        | Josep Fageda                                   | 1664-1685    |                                                                                             |
| 67        | Sever Tomàs Auter                              | 1685-1700    |                                                                                             |
| 68        | Silvestre Garcia Escalona                      | 1702-1714    |                                                                                             |
| 69        | Juan Miguélez de Mendaña y Osorio              | 1714-1717    |                                                                                             |
| 70        | Bartolomé Camacho y Madueño                    | 1720-1757    |                                                                                             |
| 71        | Francesc Borrull i Ramon                       | 1757-1758    |                                                                                             |
| 72        | Luis García Mañero                             | 1760-1765    |                                                                                             |
| 73        | Bernardo Velarde y Velarde                     | 1765-1779    |                                                                                             |
| 74        | Pedro Cortés y Larraz                          | 1780-1786    |                                                                                             |
| 75        | Victoriano López Gonzalo                       | 1787-1790    |                                                                                             |
| 76        | Antonio José Salinas y Moreno                  | 1790-1812    |                                                                                             |
| 77        | Manuel Ros de Medrano                          | 1814-1821    |                                                                                             |
| 78        | Víctor Damián Sáez Sánchez-Mayor               | 1824-1839    |                                                                                             |
| 79        | Damián Gordo y Sáez                            | 1848-1854    |                                                                                             |
| 80        | Gil Esteve i Tomàs                             | 1858         |                                                                                             |
| 81        | Miquel Pratmans i Llambés                      | 1860-1861    |                                                                                             |
| 82        | Benet Vilamitjana i Vila                       | 1862-1879    |                                                                                             |
| 83        | Francisco Aznar Pueyo                          | 1879-1893    |                                                                                             |
| 84        | Pere Rocamora i Garcia                         | 1894-1925    |                                                                                             |
| 85        | Félix Bilbao Ugarriza                          | 1926-1943    |                                                                                             |
| 86        | Manuel Moll Salord                             | 1943-1968    |                                                                                             |
| 87        | Ricard Maria Carles i Gordó                    | 1969-1990    | Fou elevat a cardenal-arquebisbe de Barcelona                                               |
| 88        | Lluís Martínez i Sistach                       | 1991-1997    | Fou elevat a cardenal-arquebisbe de Barcelona                                               |
| 89        | Xavier Salinas i Vinyals                       | 1997-2012    |                                                                                             |
| 90        | Enrique Benavent Vidal                         | 2013-2022    |                                                                                             |
| 91        | Sergi Gordo i Rodríguez                        | 2023-        | Prengué possessió en una missa celebrada a la catedral de Tortosa el 9 de setembre de 2023. |